# Грива (Тверская область)
Грива — опустевшая деревня в Оленинском муниципальном округе Тверской области.

## География
Находится в юго-западной части Тверской области на расстоянии приблизительно 15 км на север по прямой от административного центра округа поселка Оленино.

## История
Деревня была отмечена ещё на карте Менде (состояние местности на 1848 год). В 1859 году здесь (деревня Ржевского уезда) было учтено 10 дворов, в 1939 году — 22. До 2019 года входила в состав ныне упразднённого Холмецкого сельского поселения. По состоянию на 2020 год опустела.

## Население
Численность населения: 91 человек (1859 год), 3 (русские 100 %) в 2002 году, 1 в 2010.